# Nekrolog 1324
Nekrolog
◄◄
| ◄
| 1320
| 1321
| 1322
| 1323
| 1324 | 1325 | 1326 | 1327 | 1328 | ► | ►►
Weitere Ereignisse | Allgemeiner Nekrolog 1324
Die Beschreibung der verstorbenen Person sollte so kurz wie möglich gehalten sein und nur deren signifikante Tätigkeit(en) enthalten.
Neue Namen ggf. auch unter dem Geburts- und Sterbedatum, also etwa unter 1. Januar und im Geburts- und Sterbejahr (2024) eintragen (nur bei entsprechender großer Wichtigkeit). Für Beispiele siehe die schon vorhandenen Artikel.
Außerdem über die fünf zuletzt Verstorbenen, zu denen es einen ausreichend guten Artikel für eine Präsentation auf der Hauptseite gibt, nach der todesbedingten Überarbeitung der Artikel ggf. auch unter Wikipedia Diskussion:Hauptseite informieren und sie am besten auch in den anderen Wikipedia-Sprachversionen eintragen. Tipp: Regelmäßig bei news.google.de nach „ist tot“, „gestorben“ oder „verstorben“ suchen.
Wenn eine Person gestorben ist, gibt es viele Seiten zu dieser Person in der Wikipedia, die davon auch betroffen sind und entsprechend aktualisiert werden müssen. Beispiele: Namenübersichtsseite, Geburtsjahr, Geburtsort-Seiten und viele mehr.
Wie finde ich die betroffenen Seiten?
Im Suchfeld auf der linken Seite gibt man den Suchbegriff so ein: „Vorname Nachname“. Dann klickt man auf Volltext und alle Seiten mit entsprechendem Suchtext werden aufgerufen. Hier sieht man dann schnell, wo auch das Todesjahr Sinn macht oder sogar ein Teil des Artikels angepasst werden muss. Auch hilft das „Werkzeug“ auf der linken Seite sehr gut, um solche Seiten aufzufinden: „Links auf diese Seite“. Somit ist die Wikipedia wieder aktuell in allen Bereichen! Hinweis: bei Eintragung der Kategorie „Gestorben JAHR“ wird der Missbrauchsfilter 49 ausgelöst, was jedoch nicht schlimm ist. Siehe: Spezial:Missbrauchsfilter/49
Dies ist eine Liste von im Jahr 1324 verstorbenen bekannten Persönlichkeiten. Die Einträge erfolgen innerhalb der einzelnen Daten alphabetisch sortiert. Tiere sind im Nekrolog für Tiere zu finden.

## Januar
| Tag        | Name                                          | Beruf, bekannt als                                              | Alter | Beleg |
| ---------- | --------------------------------------------- | --------------------------------------------------------------- | ----- | ----- |
| 8. Januar  | Marco Polo                                    | venezianischer Händler, Reisender, Schriftsteller und Entdecker |       |       |
| 23. Januar | Fulk Lestrange, 1. Baron Strange of Blackmere | englischer Adeliger und Seneschall von Aquitanien               |       |       |

## Februar
| Tag         | Name                  | Beruf, bekannt als               | Alter | Beleg |
| ----------- | --------------------- | -------------------------------- | ----- | ----- |
| 8. Februar  | Marquard I. von Hagel | Fürstbischof von Eichstätt       |       |       |
| 11. Februar | Karl von Trier        | Hochmeister des Deutschen Ordens |       |       |

## März
| Tag      | Name                | Beruf, bekannt als                      | Alter | Beleg |
| -------- | ------------------- | --------------------------------------- | ----- | ----- |
| 21. März | Leo von Erteneburg  | Domherr zu Hamburg, Lübeck und Schwerin |       |       |
| 26. März | Maria von Luxemburg | Königin von Frankreich                  |       |       |
| 29. März | Johann II.          | deutscher Adliger, Graf von Sponheim    |       |       |

## April
| Tag       | Name                              | Beruf, bekannt als                                        | Alter | Beleg |
| --------- | --------------------------------- | --------------------------------------------------------- | ----- | ----- |
| 26. April | Johann Wulfing von Schlackenwerth | Bischof von Brixen, Fürstbischof von Bamberg und Freising |       |       |

## Mai
| Tag     | Name                  | Beruf, bekannt als | Alter | Beleg |
| ------- | --------------------- | ------------------ | ----- | ----- |
| 14. Mai | Gottfried von Waldeck | Bischof von Minden |       |       |

## Juni
| Tag      | Name                                  | Beruf, bekannt als                            | Alter | Beleg |
| -------- | ------------------------------------- | --------------------------------------------- | ----- | ----- |
| 2. Juni  | Isabella von Ibelin                   | durch Heirat Königin von Zypern und Jerusalem |       |       |
| 23. Juni | Aymer de Valence, 2. Earl of Pembroke | englischer Magnat, Diplomat und Militär       |       |       |

## Juli
| Tag      | Name                      | Beruf, bekannt als                         | Alter | Beleg |
| -------- | ------------------------- | ------------------------------------------ | ----- | ----- |
| 8. Juli  | Gertrud II. von Boventhen | Äbtissin im Stift St. Cyriakus in Gernrode |       |       |
| 16. Juli | Go-Uda                    | 91. Tennō von Japan                        | 56    |       |

## August
| Tag       | Name                    | Beruf, bekannt als                        | Alter | Beleg |
| --------- | ----------------------- | ----------------------------------------- | ----- | ----- |
| 7. August | Heinrich von St. Gallen | Geistlicher und Abt von Kloster Wettingen |       |       |

## September
| Tag          | Name      | Beruf, bekannt als                                                           | Alter | Beleg |
| ------------ | --------- | ---------------------------------------------------------------------------- | ----- | ----- |
| 4. September | Sancho I. | König von Mallorca, Graf Cerdanya und Roussillon, sowie Herr von Montpellier |       |       |

## November
| Tag          | Name                 | Beruf, bekannt als                                                     | Alter | Beleg |
| ------------ | -------------------- | ---------------------------------------------------------------------- | ----- | ----- |
| 3. November  | Petronilla de Meath  | irische Dienstmagd; erste Frau, die in Irland als Hexe verbrannt wurde |       |       |
| 11. November | Heinrich VII.        | Graf von Schwarzburg-Blankenburg (ab 1285)                             |       |       |
| 25. November | Johannes von Thuchem | Bischof von Brandenburg (1316–1324)                                    |       |       |
| 28. November | Werner von Bolanden  | Domherr und Stiftspropst                                               |       |       |

## Datum unbekannt
| Tag | Name                                  | Beruf, bekannt als                                   | Alter | Beleg |
| --- | ------------------------------------- | ---------------------------------------------------- | ----- | ----- |
|     | Balduin                               | Abt im Kloster Sankt Emmeram (1312–1324)             |       |       |
|     | Dino Compagni                         | florentinischer Kaufmann, Politiker und Chronist     |       |       |
|     | Dietrich II. von Volmerstein          | Adliger                                              |       |       |
|     | Heinrich II.                          | König von Jerusalem und König von Zypern             |       |       |
|     | John de Botetourt, 1. Baron Botetourt | Baron Botetourt, Admiral von England                 |       |       |
|     | Konrad IV.                            | römisch-katholischer Geistlicher, Bischof von Cammin |       |       |
|     | William Martin, 1. Baron Martin       | englischer Adliger                                   |       |       |
|     | Otto II.                              | regierender Graf von Hoya (1313–1324)                |       |       |